# Preußisches Märchen

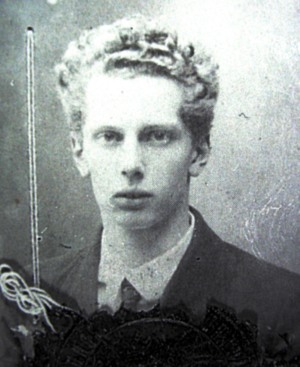
Boris Blacher

Preußisches Märchen (Preussisk saga) är en balletopera i fem scener med musik av Boris Blacher och libretto av Heinz von Cramer.

## Historia
Blacher valde övervägande seriösa ämnen till sina operor. Preußisches Märchen, som överskred gränsen mellan opera och operett och balett, ligger närmare hans lekfulla instrumentalverk och är hans mest spelade opera. Librettot, som är inspirerat av Köpenickiadhändelsen i Berlin 1906, innehåller element av zeitoper, drömsekvenser och mellanspel med dans. Blacher komponerade operan under 1949 och den hade premiär den 23 september 1952 på Deutsche Oper Berlin.

## Personer
- Pappa Fadenkreutz (Bas)
- Mamma Fadenkreutz (Sopran)
- Wilhelm Fadenkreutz, deras son (Baryton)
- Auguste Fadenkreutz, deras dotter (Sopran)
- Assessor Birkhahn (Tenor)
- Borgmästaren (Bas)
- Borgmästarinnan (Alt)
- Adelaide, deras dotter (Sopran)
- Skatteindrivare Zitzewitz (Tenor)
- Lumphandlaren (Baryton)
- Brandkårschefen (Tenor)
- Försäkringsagenten (Bas)
- Krögaren (Bas)
- Soldaten (Dansare)
- Skrivare, byråpersonal, städerskor, poliser, skådespelare, soldater (kör och balett)

## Handling
En lägre tjänsteman inom finansdepartementet i Berlin, Wilhelm Fadenkreutz, belönas med medalj av kejsaren för att ha avslöjat ett fall av förskingring. Fadenkreutz känner sig inte bara som en man, för första gången känner han sig som en riktig människa. Han gör sexuella närmanden mot borgmästardottern Adelaide varpå han avskedas för omoral. När han kommer hem springer han på sin syster Auguste och Birkhahn, en tjänsteman, vilka just har förlovat sig. För att dölja broderns skam presenterar Auguste honom som en armékapten utan uniform. Birkhahn bjuder in alla för att fira deras förlovning vid Brandförsäkringsbolaget Concordias årliga bal. Där ska en pjäs som han har skrivit framföras. För att smälta in i sammanhanget lånar Wilhelm en uniform i en lumphandel och detta åstadkommer en förbluffande förändring i hans karaktär. På balen gör Birkhahns pjäs fiasko men Wilhelm vänder publikens missnöje till jubel genom sina ivriga applåder. Efter några för många öl börjar han klaga på liberalismen i allmänhet och borgmästaren i synnerhet. I gryningen tar han kommando över en patrullerande trupp av soldater och marscherar mot rådhuset. Att den preussiska "äran" räddas i slutet är enbart tack vare borgmästarinnans kvickhet.